# Liegen (kaartspel)
Het kaartspel Liegen (ook wel Bluffen, Leugenaar, Liar of Bullshit genoemd) is een eenvoudig spel, gespeeld met een spel van 52 speelkaarten.

## Spelregels
- Alle kaarten worden zo gelijk mogelijk onder de spelers (drie of meer) verdeeld.
- De winnaar is de speler die het eerst al zijn kaarten kwijt is.
- De spelers kiezen wie begint - in volgende rondes begint de verliezer.
- De eerste speler noemt de kleur (klaver, ruiten, harten, schoppen) waarin wordt gespeeld. Dit wordt de actieve kleur.
- De spelers leggen om de beurt een kaart af, met de wijzers van de klok mee.
- Een kaart wordt altijd met de achterkant omhoog neergelegd op een aflegstapel.
- Een speler mag niet 'liegen' over het aantal kaarten dat hij weggooit. Wanneer dit wel gebeurt moet hij de stapel oprapen.
- Een speler mag in zijn beurt, in plaats van een kaart uit te spelen, de vorige speler uitdagen door te zeggen: "je liegt!" ( Let op “je liegt” hoeft niet per se gezegd te worden). Wanneer de vorige speler zijn laatste kaart (dus de bovenste van de stapel) in de actieve kleur heeft gespeeld, heeft hij/zij niet gelogen en moet de uitdager de hele stapel in zijn hand nemen. Wanneer de vorige speler niet zijn/haar laatste kaart in de actieve kleur speelde, heeft deze gelogen en moet de vorige speler de hele aflegstapel in zijn hand erbij nemen.
- De verliezer van een uitdaging mag de nieuwe actieve kleur bepalen.

## Varianten

### Restrictie op weg te leggen kaart
- Dit is een variant voor 3 of 4 spelers.
- Er wordt gespeeld zonder actieve kleur.
- Een speler mag niet 'liegen' over het aantal kaarten wat hij op de stapel legt. Gebeurt dit toch en wordt het gezien, dan moet hij de hele stapel oprapen.
- De kaart die weggegooid is, mag niet meer dan 1 punt verschillen van de kaart die de voorganger heeft weggegooid. Als iemand dus een 8 heeft weggegooid, dan mag daar dus een 7, 8 of 9 bovenop gegooid worden. Op een aas mag een koning, aas of 2. In sommige varianten mag dezelfde kaart als die van de voorganger van de speler niet; op een 8 mag dan alleen een 7 of 9 gegooid worden.
- Een speler mag maximaal 4 kaarten tegelijk weggooien als deze dezelfde waarde hebben.
- Een speler laat de kaarten die hij weggooit niet zien, maar zegt wel welke kaarten het zijn.
- Als anderen ontdekken dat iemand liegt, moet die het hele pak oppakken.
- Als een speler iemand beschuldigt van liegen, terwijl hij niet liegt, moet die speler het hele pak oprapen.
- Als de voorganger van de speler is beschuldigd, terecht of onterecht, mag de speler iedere waarde opkaarten.
- Wie zonder kaarten zit, heeft gewonnen.

### Meerdere kaarten tegelijk wegleggen
Een andere variant is eveneens met meerdere spelers te spelen, en kan zelfs gespeeld worden met meerdere pakjes kaarten. 
- Er wordt gespeeld zonder actieve kleur.
- De speler die begint zegt wat hij opgooit. De speler mag meerdere kaarten tegelijk weggooien. Zo kan iemand zeggen dat hij 2 azen opgooit. De volgende speler moet dan ook azen opgooien. Kan een speler niet, dan moet hij bluffen dat hij wel azen heeft, of tegen de vorige speler zeggen "je liegt". Deze kaarten worden bekeken. Mocht de speler geen azen hebben opgegooid, dan moet hij/zij de stapel pakken. Heeft hij/zij wel azen opgegooid, dan moet de speler die heeft gezegd "je liegt" de stapel pakken.
- Iedere speler in het spel mag zeggen tegen een andere speler "je liegt". Dit hoeft niet alleen te zijn als de speler naast die persoon zit.
- Wie de stapel heeft gepakt begint de volgende ronde, en bepaalt weer wat er wordt weggegooid.

### Iedereen kan beschuldigen
- Alle 52 kaarten worden verdeeld over de 3 tot 7 spelers.
- Op de “A” mag niet geëindigd worden! (Zo wel voort het spel zich met de klok mee).
- De eerste kaart wordt open gespeeld.
- Men volgt de gesloten kaarten erop waarbij men de volledige naam noemt (kleur en volgnummer).
- Iedere speler kan na een beurt worden beschuldigd van liegen, niet alleen door de vorige of volgende speler. Indien dit klopt, neemt de leugenaar het aflegstapeltje op, indien niet neemt de aanklager de stapel met zich. In beide gevallen heeft de 'oppakker' het voorrecht op de volgende ronde te mogen openen met een open kaart van zijn pakje.